# Edmundo Díaz Conde
Edmundo Díaz Conde (Orense, 1966) es un novelista español.

## Biografía
Díaz Conde se licenció en Derecho por la Universidad de Sevilla y es funcionario de la administración de Justicia. Paralelamente ha seguido su camino como novelista. Trabajó como asesor en una editorial y colabora con algunas revistas literarias y El Correo de Andalucía. Desde 1998 reside en Sevilla, si bien ha vivido, además de en su ciudad natal, en Santiago de Compostela y en Madrid. Como escritor, se aproxima al género negro, la intriga, la aventura y la novela histórica. En 1999 ganó el Premio de Novela Ciudad de Badajoz en su tercera edición con su primera novela, Jonás el estilita. Con su segunda obra, La ciudad invisible, quedó finalista de la 33.ª edición del Premio Ateneo de Sevilla (2002) y con El veneno de Napoleón fue igualmente finalista en el Premio de Novela Histórica Alfonso X El Sabio (2008). En 2015, se alzó finalmente con el primer premio del Ateneo de Sevilla en su 56.ª edición con El hombre que amó a Eva Paradise. Además es autor de otras obras, como El club de los amantes y El príncipe de los piratas.